# Mar Coll

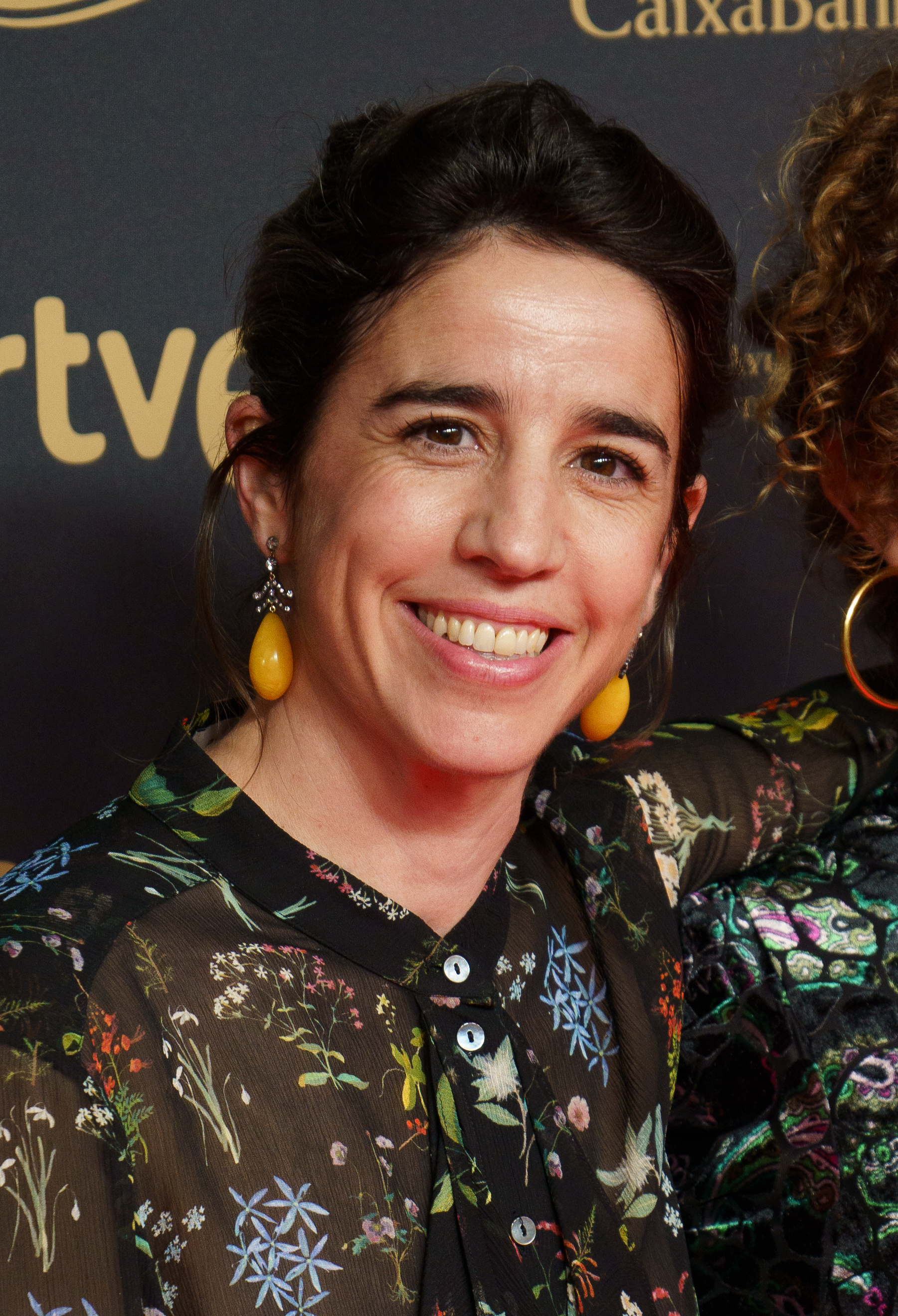
Mar Coll, 2025

Mar Coll (geboren 1981 in Barcelona) ist eine Regisseurin und Drehbuchautorin des spanischen Kinofilms.

## Biografie
Mar Coll ging am Liceo Francés in Barcelona zur Schule und interessierte sich schon in der Jugend für das französische Kino. Von 1999 bis 2003 studierte sie an der Escola Superior de Cinema i Audiovisuals de Catalunya (ESCAC) in Barcelona. Als Studienarbeit drehte sie dort den Kurzfilm La última polaroid. Er wurde 2004 veröffentlicht und 2005 beim 38. Sitges Festival Internacional de Cinema Fantàstic de Catalunya als bester Film in der Kategorie Neue Autoren ausgezeichnet.
Der Tod ihres Großvaters und die damit verbundenen Umstände waren für sie der Anlass, das Drehbuch für den Film Tres dies amb la família zu schreiben. Beim anschließenden Dreh führte sie auch die Regie. Der Film erschien 2009 und wurde bei den Premios Goya 2010 mit dem Siegespreis in der Kategorie Beste Nachwuchsregie ausgezeichnet.
2013 erschien ihr zweiter Spielfilm Tots volem el millor per a ella. Der Film wurde zur Eröffnung der Semana Internacional de Cine de Valladolid aufgeführt. Nora Navas gewann den Preis des Festivals für die beste Hauptdarstellerin. Im Folgejahr gewann sie für dieselbe Rolle auch den Gaudí-Filmpreis als beste Hauptdarstellerin.
Für Movistar + inszenierte Mar Coll 2018 die Miniserie Matar al Padre über die Familie eines tyrannischen Vaters. 2023 führte sie gemeinsam mit Aina Clotet Regie in der RTVE-Serie Esto no es Suecia. Die dramatisch-komischen Episoden handeln von der Mühe und dem Schrecken, perfekte Eltern sein zu wollen.
2024 erschien ihr Spielfilm Salve María, der sich mit den Ängsten der Mutterschaft auseinandersetzt.

## Auszeichnungen

### Preise
- Silberne Biznaga in der Kategorie Beste Regie für Tres dies amb la família beim Filmfestival Málaga.[15]
- Gaudí-Filmpreise für beste Regie, bester Film in katalanischer Sprache und beste Hauptdarstellerin für Tres dies amb la família.[16]
- Goya-Filmpreis für die beste Nachwuchsregie bei Tres dies amb la família.[17]
- ALMA-Filmpreis für das beste Drehbuch für La inquilina beim Festival de Cine de Alcalá de Henares 2016.[18]

### Nominierungen
- Tots volem el millor per a ella nominiert als bester Film, für bestes Drehbuch und für beste Regie bei den Gaudí-Filmpreisen 2014.[19]

## Filmografie

### Spielfilme
- 2009: Tres dies amb la família[6]
- 2013: Tots volem el millor per a ella[8]
- 2024: Salve María[1]

### Kurzfilme
- 2004: La última polaroid[4]
- 2015: La inquilina[18]

### TV-Serien
- 2018: Matar al padre[12]
- 2023: Esto no es Suecia (gemeinsam mit Aina Clotet)[14]